# Marcha pelas Nossas Vidas

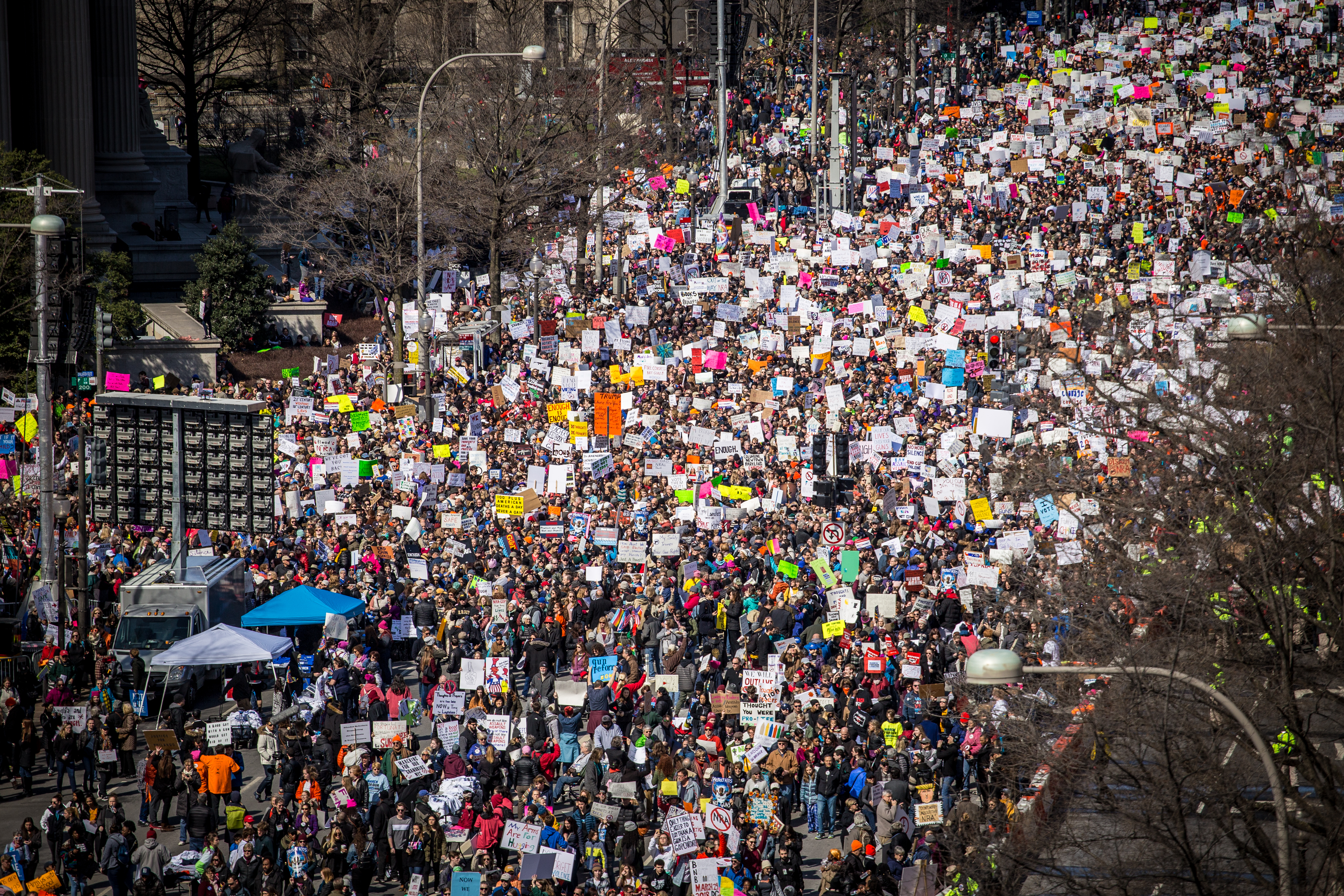
Multidão na Pennsylvania Avenue (Washington, D.C.)

A Marcha pelas Nossas Vidas, em inglês March for Our Lives (MFOL) foi uma demonstração liderada por estudantes em apoio à legislação para prevenir a violência armada nos Estados Unidos. Ocorreu em Washington, D.C., em 24 de março de 2018, com mais de 880 eventos entre irmãos nos Estados Unidos e em todo o mundo, e foi planejado por Never Again MSD em colaboração com a organização sem fins lucrativos. O evento ocorreu após o tiroteio na Marjory Stoneman Douglas High School, um mês antes, que foi descrito por vários meios de comunicação como um possível ponto de inflexão para a legislação de controle de armas.
Os manifestantes pediram verificações universais dos antecedentes de todas as vendas de armas, elevando a idade federal para posse e posse de armas para 21, fechando a brecha no show de armas, uma restauração da Proibição Federal de Armas de Assalto de 1994 e uma proibição de alta capacidade revistas e ações de aumento nos Estados Unidos. A participação foi estimada entre 1,2 e 2 milhões de pessoas nos EUA, tornando-a um dos maiores protestos da história americana.

## Planejamento

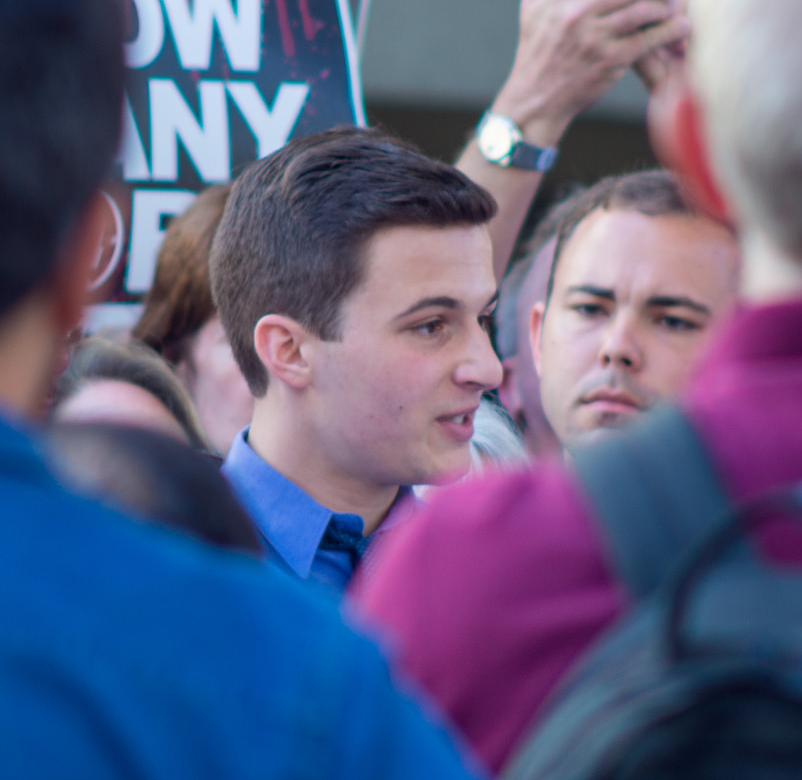
Cameron Kasky em um comício em fevereiro de 2018

Após o tiroteio na escola na Marjory Stoneman Douglas High School, em Parkland, Flórida, em 14 de fevereiro, Cameron Kasky, um júnior da escola, e seus colegas de classe, anunciaram a marcha quatro dias depois. Também estão se juntando aos esforços da marcha Alex Wind, da Stoneman Douglas High School, que junto com quatro amigos criou a campanha "Never Again". Emma González e David Hogg, também sobreviventes do tiroteio, foram os principais apoiadores da marcha.
A data foi escolhida para dar aos alunos, famílias e outras pessoas a chance de lamentar primeiro e, em 24 de março, falar sobre o controle de armas. Os organizadores apresentaram um pedido de permissão ao Serviço Nacional de Parques durante a semana de 23 de fevereiro e esperavam até 500.000 pessoas. No entanto, o National Mall, que era o local planejado da marcha principal em Washington, D.C., já teria sido reservado para 24 de março; o pedido, apresentado por um grupo de estudantes locais não identificado, alegava que era para um show de talentos. Mais tarde, foi obtida uma licença para a Pennsylvania Avenue. A Autoridade de Trânsito da Região Metropolitana de Washington anunciou que operaria trens extras para a marcha.
A Enough! National School Walkout foi realizada no aniversário de um mês do tiroteio em Stoneman Douglas. Envolveu estudantes saindo de suas aulas por exatamente dezessete minutos (um para cada vítima do massacre) e envolveu mais de 3.000 escolas nos Estados Unidos e quase um milhão de estudantes. Milhares de estudantes também se reuniram e fizeram uma manifestação em Washington, DC, depois de observar 17 minutos de silêncio, de costas para a Casa Branca. Após o sucesso da paralisação, Hogg postou um tweet que incluía um anúncio provocador no estilo da NRA, chamando os parlamentares por sua inação ou oposição aos esforços de controle de armas, perguntando "E se nossos políticos não fossem a cadela do NRA? "E terminando com uma promoção para o próximo mês de março.

### Celebridades e suporte corporativo
George Clooney e Scooter Braun foram as principais forças por trás da organização da marcha e ajudaram nos esforços de angariação de fundos nos bastidores. Amal e George Clooney doaram US$ 500.000 para apoiar a marcha e anunciaram que iriam comparecer. Oprah Winfrey combinou com a doação de Clooney para apoiar a marcha. Jeffrey Katzenberg e sua esposa Marilyn também contribuíram com US$ 500.000. O diretor e produtor de cinema Steven Spielberg e a atriz Kate Capshaw Spielberg doaram US$ 500.000, também comparando com a doação dos Clooneys. Em 23 de fevereiro, a Gucci anunciou que também estava doando US$ 500.000 para a marcha. Outras pessoas e organizações que oferecem apoio incluem Justin Bieber, Gabby Giffords, Lauren Jauregui, Alyssa Milano, ação de demanda por mães, Amy Schumer, São Vicente, Harry Styles, Hayley Williams, Paul McCartney, Kanye West e Kim Kardashian. John Legend e Chrissy Teigen doaram US$ 25.000. Jimmy Fallon prometeu participar de um evento com sua família. Samantha Bee entrevistou crianças. Jim Jefferies entrevistou participantes em San Diego. Outras celebridades, incluindo Taylor Swift, doaram uma quantia não revelada de dinheiro para a campanha. Justin Timberlake, Will Smith, Cher e Amy Poehler também participaram da marcha.
James Corden promoveu o evento March for Our Lives. John Zimmer e Logan Green, co-fundadores da Lyft, anunciaram seu apoio aos comícios e declararam que sua empresa forneceria caronas gratuitas para os participantes das manifestações. O CEO da Bumble, Whitney Wolfe Herd, app de namoro anunciou posteriormente que estava apoiando o movimento NeverAgain proibindo todas as imagens de armas de fogo em seu aplicativo de namoro.
John Cena e Millie Bobby Brown aplaudiram o evento March for Our Lives no Kids Choice Awards.
Os membros fundadores da MFOL receberam o Prêmio American Ingenuity de 2018 da Revista Smithsonian na categoria Juventude.

## Oração e vigília às vésperas da manifestação

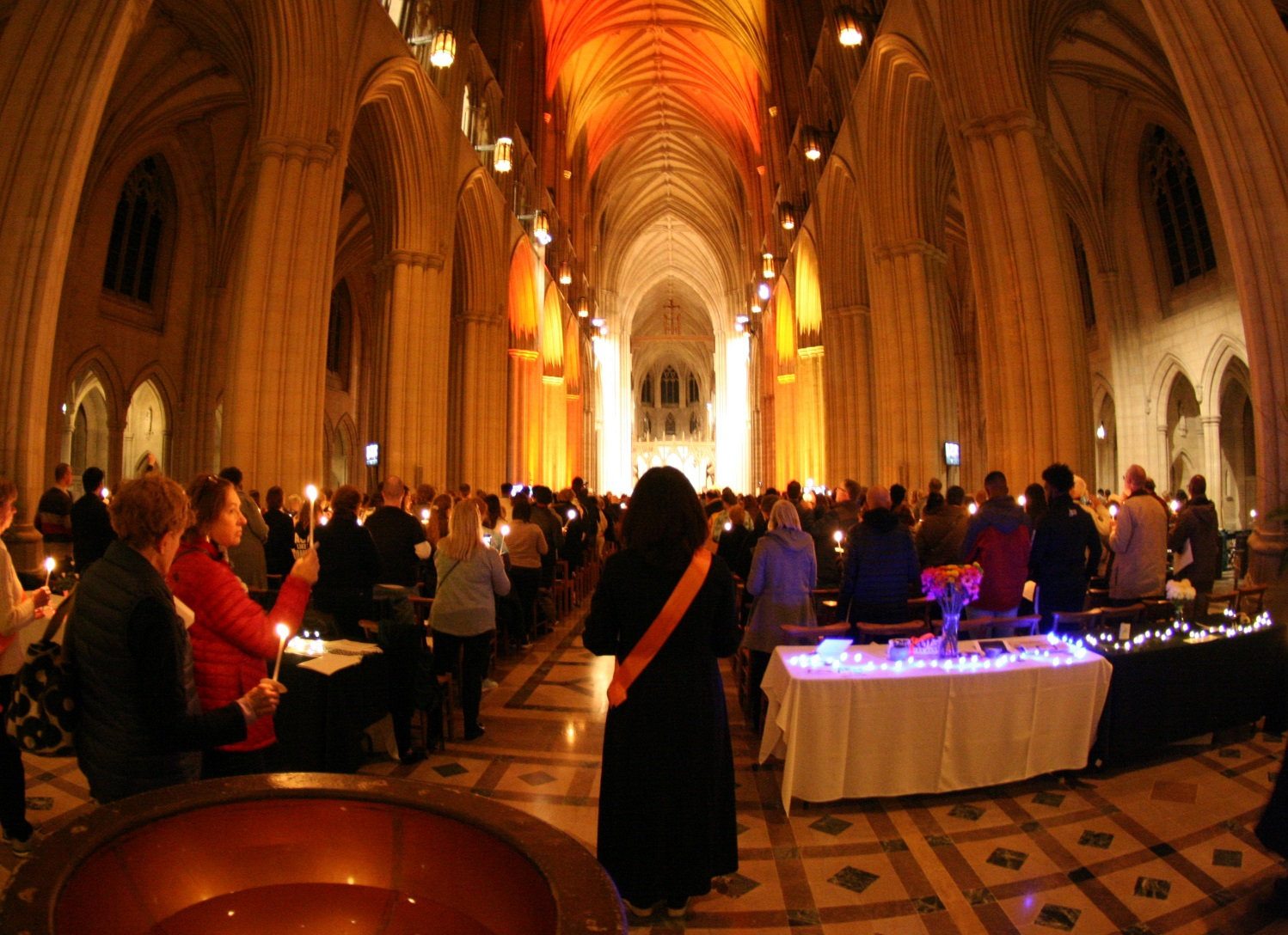
Oração e vigília na Catedral Nacional de Washington.

Em Washington, D.C., uma oração e vigília foram realizadas na Catedral Nacional de Washington na véspera do comício, como um memorial para as vítimas de violência armada e para declarar a crença da igreja: "Este trabalho está enraizado no nosso compromisso com o mandamento de Jesus de amar o próximo como a nós mesmos... Acreditamos que o direito de portar armas não supera o direito à vida." A ladainha também incluía o seguinte refrão:
Entre os oradores convidados estavam Philip e April Schentrup, pais de Carmen Schentrup, de 16 anos, que foram mortos no tiroteio em Parkland, na Flórida.

## Participação
March for Our Lives estava entre os maiores protestos liderados por jovens desde a era da Guerra do Vietnã. As estimativas de participação no evento principal em Washington, DC, variam de 200.000 a 800.000.
Os palestrantes—todos com ensino médio ou menos—incluíram os alunos de Marjory Stoneman Douglas, Cameron Kasky, David Hogg, Delaney Tarr, Sarah Chadwick, Alex Wind, Jaclyn Corin, Ryan Deitsch, Aalayah Eastmond, Samantha Fuentes e Emma González. Hunter Pollack, irmão da vítima Meadow Pollack, estava programado para falar, mas não compareceu devido a uma questão logística, que ele alegou ser resultado de ter sido enganado pelos oficiais do evento. David Hogg twittou um vídeo do discurso de Hunter em um evento posterior.
Outros participantes incluíram Naomi Wadler, uma estudante do ensino fundamental em Alexandria, Virgínia, Trevon Bosley, de Chicago, cujo irmão foi baleado e morto deixando a igreja, Edna Lizbeth Chávez, uma estudante do ensino médio. a partir de Los Angeles, e Zion Kelly, cujo irmão gêmeo foi morto a tiros durante um assalto à mão armada. Yolanda Renee King, neta de Martin Luther King Jr., também apareceu junto com Mya Middleton, uma estudante de Chicago que representa o After School Matters, Matt Post, um idoso do Condado de Montgomery, Christopher Underwood., um garoto de 11 anos de Nova York, Alex King e D'Angelo McDade, de Chicago, e Matthew Soto, irmão da vítima de Sandy Hook, Victoria Soto.

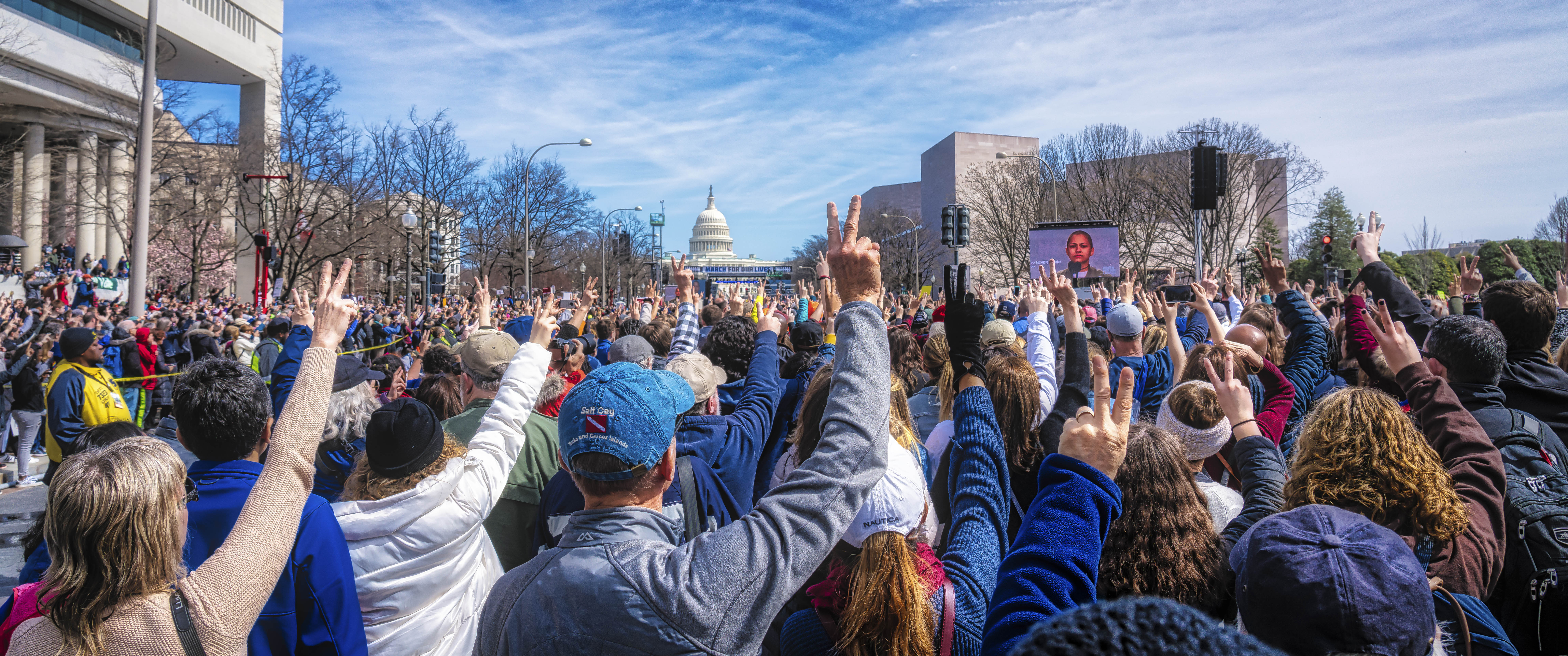
Emma González vista em um Jumbotron à distância durante seu momento de silêncio.

González, depois de falar e nomear as dezessete vítimas, ficou em silêncio por mais de quatro minutos, após o que um alarme de celular disparou e ela anunciou que era o ponto de seis minutos e vigésimo segundo em seu discurso, igual à duração do tiroteio em Parkland. González terminou seu discurso dizendo: 
depois saiu do palco enquanto a multidão inteira da Pennsylvania Avenue aplaudia em voz alta. Seu discurso e momento emocional de silêncio foram elogiados pelas organizações de mídia como um dos momentos "mais memoráveis" e "poderosos" nos eventos do dia. 
As cantoras Ariana Grande, Lin-Manuel Miranda, Ben Platt, Miley Cyrus, Jennifer Hudson, Andra Day, Common, Selena Gómez, Lady Gaga e Demi Lovato juntaram-se a manifestantes liderados por estudantes em Washington, DC

## Respostas

### Associação Nacional do Rifle

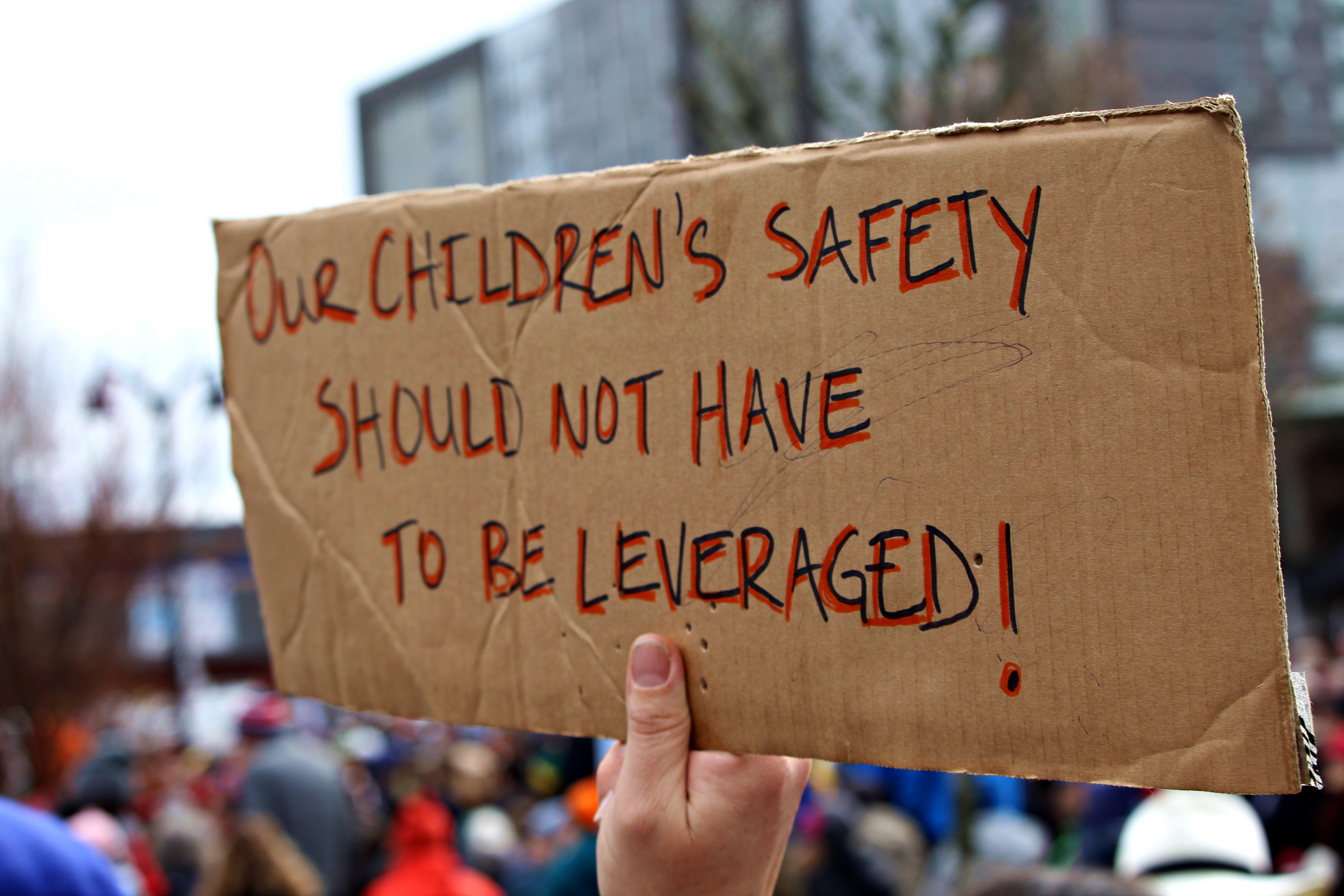
Um pôster dizia "Crianças não devem ser aproveitadas"

Em 21 de março, o apresentador de TV da NRA, Grant Stinchfield, declarou que "a Marcha pelas Nossas Vidas é apoiada por radicais com um histórico de ameaças violentas, linguagem e ações"; O PolitiFact, verificador de fatos, classificou esta afirmação como "sem mérito" e "Pants on Fire", indicando que é uma "alegação ridícula".
Enquanto a marcha estava ocorrendo, a NRA postou um vídeo de participação na página do Facebook, declarando que os "protestos não são espontâneos. Bilionários que odeiam armas e elites de Hollywood estão manipulando e explorando crianças como parte de seu plano de DESTRUIR a Segunda Emenda ". Outro vídeo chamado "Uma Marcha pelas Mentiras" foi enviado ao YouTube com Colion Noir, no qual descreveu o comício planejado como um "carnaval de uma marcha". Noir também disse no vídeo que existe uma "agenda que é um milhão de vezes maior que as armas".

### Políticos
O Washington Post relatou que havia muitos democratas incentivando os manifestantes, e muitos deles, incluindo candidatos a cargos, participaram do lado de fora da marcha, mas poucos republicanos fizeram o mesmo. A Casa Branca disse em resposta que "aplaudem os muitos jovens corajosos americanos que exercem seus direitos de primeira emenda".
No dia dos protestos, o senador republicano da Flórida Marco Rubio respondeu afirmando: "No entanto, muitos outros americanos não apóiam a proibição de armas" e "vêem a proibição de armas como uma infração aos direitos legais da Segunda Emenda que cumprem os cidadãos que, no final das contas, não prevenir essas tragédias ". Ele pediu aos manifestantes que encontrem "um terreno comum com aqueles que têm opiniões opostas" para que as mudanças aconteçam. No entanto, uma proibição geral de armas não foi exigida pelos protestos.
O ex-senador republicano e candidato à presidência Rick Santorum criticou os ativistas de Parkland, sugerindo durante uma entrevista à CNN que os estudantes deveriam aprender maneiras de responder a um atirador em vez de pedir aos legisladores "para resolver seu problema"; Santorum aconselhou os alunos a fazer aulas de RCP em vez de marchar em Washington. O Washington Post citou vários médicos que responderam a Santorum que a RCP não seria eficaz em vítimas de tiros, pois estavam sofrendo com perda de sangue.

### Meios de comunicação
Um relatório do The New Yorker elogiou os líderes da marcha por sua "extraordinária inclusão", na medida em que expandiram o foco de preocupação das escolas suburbanas para as dos bairros urbanos.
Nas redes sociais, fotos falsas e GIFs de Emma González rasgando uma cópia da Constituição dos EUA foram divulgadas em um esforço para desacreditar a marcha. As imagens foram extraídas de originais de González rasgando uma placa de tiro ao alvo. O ator e comentarista conservador Adam Baldwin defendeu a circulação das imagens adulteradas como "sátira política".

## Uso de plataformas de mídia social
Originalmente, o protesto aconteceu por vários tiroteios em todo o país, como o tiroteio em Charleston, mas nunca chegou a centenas. Com as mídias sociais, mais informações foram transmitidas para um público maior em um tempo mais rápido, dando a mais pessoas consciência do que estava acontecendo em todo o país. No National Walkout Day, em 20 de abril de 2018, as mídias sociais tinham mais de 1,3 milhão de pessoas e, somente em Washington DC, 200.000 pessoas participaram do protesto de March For Our Lives, que muitos jovens atribuíram à grande presença na mídia social. A hashtag #MarchForOurLives foi usada 3,6 milhões de vezes e mais de 7,5 mil tweets foram direcionados à conta de mídia social da NRA.
Twitter
O uso do Twitter começou quando esse movimento se originou após o tiroteio em Parkland, na Flórida, onde 17 pessoas perderam a vida. Durante o tiroteio em Parkland, vários alunos, incluindo o novato Aidan Minoff, usaram essa plataforma social para twittar: "Estou em um tiroteio na escola agora." Essa plataforma permitiu que outras pessoas ao redor do mundo repentinamente estivessem cientes do que estava acontecendo em tempo real e mostrassem a emoção crua desses estudantes. O Twitter era uma plataforma de notícias mais 'formal' que suportava uma maior comunicação bidirecional entre a organização e o público.
O Twitter do March For Our Lives começou em fevereiro de 2018, com o identificador do Twitter, @AMarch4OurLives. Até o momento, a conta do Twitter tem 450.000 seguidores e é uma organização administrada por estudantes com uma grande presença na mídia social. O March For Our Lives Twitter tem tweets atualizados em tempo real sobre o movimento. Ele inclui tweets sobre a conta de bandeira vermelha que está sendo registrada em outras contas do March For Our Lives com base em diferentes locais, como Nova York. Além disso, a conta no Twitter de March For Our Lives também alerta seus seguidores sobre os eventos que estão acontecendo, como reuniões nas prefeituras ou quando certos protestos estão acontecendo. Todas as postagens seguem certas diretrizes e relevância e também continuam a retuitar seus próprios tweets.

#### Instagram
Em março de 2018, Selena Gomez compartilhou a hashtag da marcha #MarchForOurLives com a mensagem: "Protejam crianças, não armas!", E este post recebeu 2 milhões de curtidas. Lady Gaga também documentou a marcha, divulgando uma série de vídeos no Instagram pedindo ação dos políticos para impor leis mais rigorosas sobre armas. A marcha contou com o apoio de Taylor Swift, Miley Cyrus, Kim Kardashian, Ariana Grande, e eles se comprometeram a participar e se apresentar na marcha.
Os estudantes que sobreviveram ao tiroteio na Stoneman Douglas High School e milhões de estudantes em todo o mundo participaram em março de Our Lives, emergindo como mais influentes no Instagram do que celebridades no controle de armas. Uma das ferramentas que eles usaram foram as hashtags. As principais hashtags, como #MarchForOurLives #NeverAgain, #GunControlNow e #EnoughIsEnough, são usadas para divulgar e chamar a atenção do público. O Instagram se torna uma plataforma narrativa 'informal' que promoveu um tipo de 'clicktivismo' de respostas do público para a marcha. Além disso, os alunos colaboram com Bartle Bogle Hegarty (BBH) para criar o primeiro livro de colorir do Instagram. O diretor executivo de criação do BBH LA, Zach Hilder, disse: “queríamos dar a eles ferramentas para elevar suas vozes, criar uma maneira de unificar sua mensagem e permitir que todos participassem da marcha. Essa é a inspiração para Color for Our Lives.”
Facebook
O movimento March For Our Lives emprega o Facebook como outra plataforma de mídia social para espalhar a consciência de suas campanhas e mensagens para pessoas de todo o mundo. Em 5 de março de 2019, a página do MFOL no Facebook já conquistou mais de 300.000 seguidores. A página é usada principalmente para fornecer atualizações sobre políticas nacionais relacionadas às leis sobre armas, bem como cobertura de vários políticos que defendem mais segurança nas armas. Semelhante a outras plataformas de mídia, a página do Facebook freqüentemente emprega hashtags populares como #MarchForOurLives e #NeverAgain em suas postagens. Embora outras plataformas de mídia social, como o Twitter e o Instagram, muitas vezes publiquem mensagens para aumentar a conscientização, o Facebook é mais frequentemente usado para organizar pessoas em marchas ou manifestações próximas nas principais cidades, e isso tem tido grande sucesso. Por exemplo, o Facebook participou da reunião de colaboração de 24 de março de 2018 para nossas vidas e nunca mais, em Washington DC, onde mais de 47.000 pessoas se marcaram como "indo" e mais de 89.000 pessoas se marcaram como "interessadas" em a publicação de eventos no Facebook. Isso mostra a magnitude do Facebook como uma plataforma para organizar pessoas não relacionadas a se reunir pela mesma causa.
Snapchat
O movimento March For Our Lives alavancou o Snapchat para ganhar impulso, divulgar e chamar a atenção para o que estudantes e apoiadores estavam fazendo nos Estados Unidos em resposta a recentes tiroteios em campi de escolas. Exclusivo de outras plataformas de mídia social, o Snapchat contém um recurso de mapa que permite ao mundo ver quando e onde as atividades de seus usuários estão ocorrendo. Isso permitiu que as greves dos alunos fossem facilmente rastreadas nos EUA. O vídeo mostra milhares de estudantes e apoiadores andando pelas ruas, protestando contra a violência armada e as leis atuais sobre armas. O Snapchat criou um adesivo "March For Our Lives" que pode ser usado pelos usuários da plataforma para documentar as paralisações nos EUA.

### Celebridades
Jesse Hughes, um sobrevivente do ataque terrorista de Bataclan, chamou a marcha de "patética", mas depois de ser criticada por seu comentário, depois se desculpou dizendo: "Eu não estava tentando impugnar a juventude da América e essa coisa linda que eles realizaram. Eu realmente sinto muito, não tive a intenção de machucar alguém ou causar qualquer dano."

## Localizações

### Estados Unidos

#### Washington, D.C.

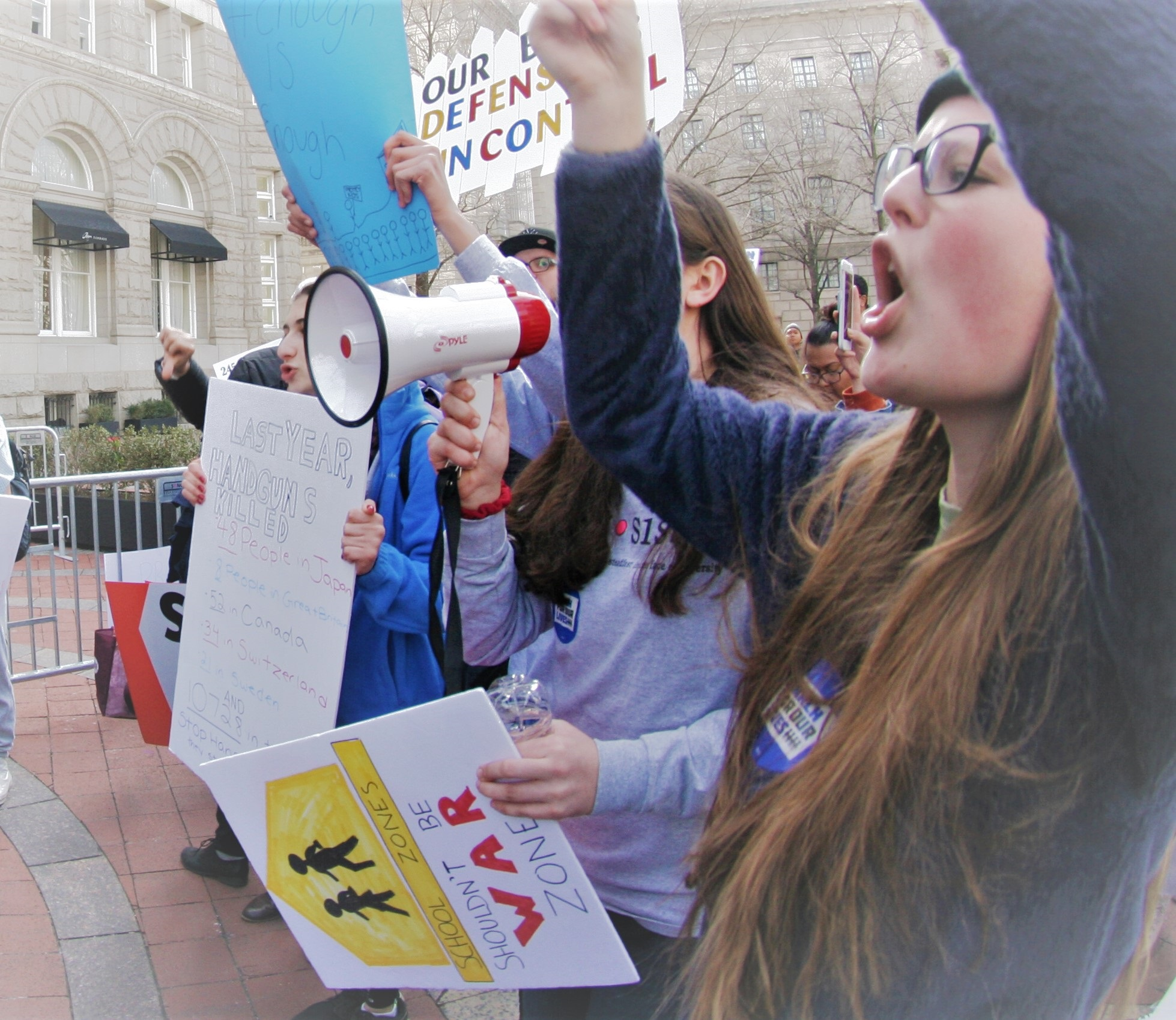
Manifestantes no Trump Hotel em Washington, D.C.

Antecipando e planejando os eventos do dia, muitas ruas da capital do país foram fechadas ao tráfego de veículos. Vários quarteirões de ruas que abrangem grande parte do National Mall, estendendo-se do Monumento a Washington ao Capitólio dos Estados Unidos e da Independence Avenue à E Street, estavam fechados ao tráfego de veículos. Alguns dos manifestantes agrupados no Trump Hotel, expressando descontentamento pelo fato de o governo Trump não ter abordado a segurança escolar nem o controle de armas de maneira significativa.

#### Nordeste

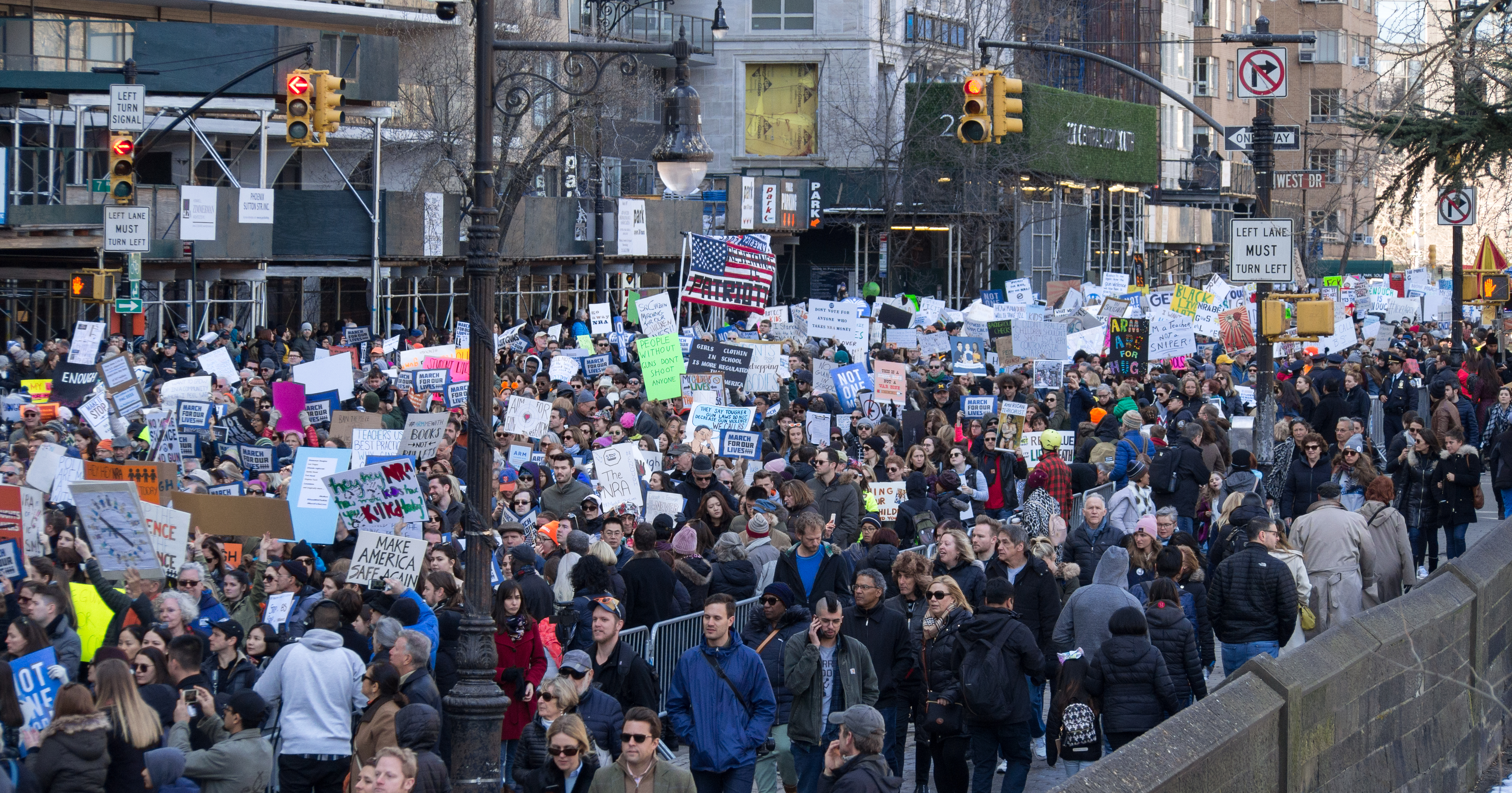
Comício no Central Park South em New York City

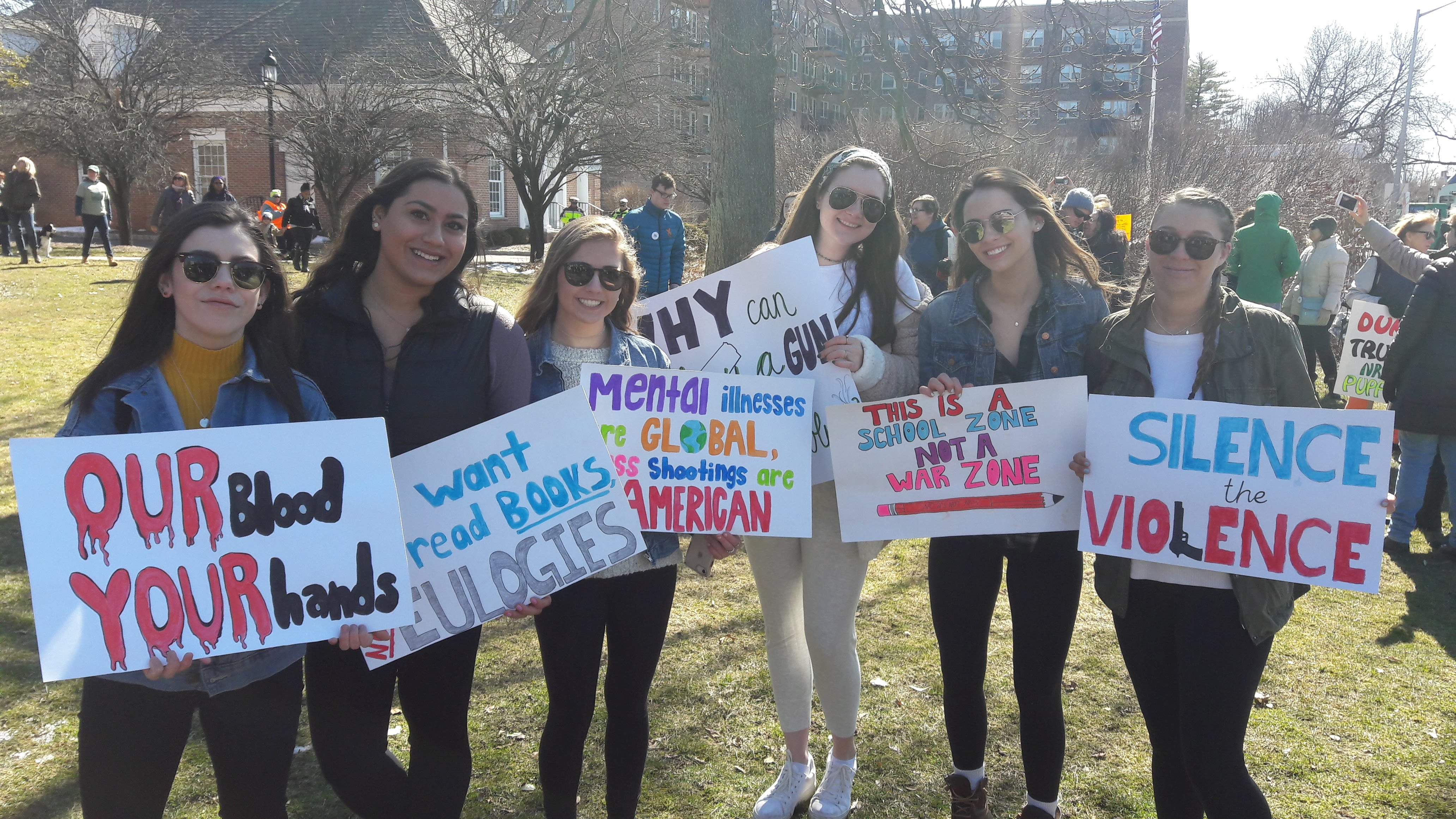
Comício em Morristown, New Jersey

Em Connecticut, marchas aconteceram em Hartford, East Haddam, Enfield, Guilford, Middlebury, New Haven, Old Saybrook, Pawcatuck, Roxbury, Salisbury, Shelton, Stamford e Westport.
No Maine, as manifestações ocorreram em pelo menos quinze comunidades em todo o estado, a maior manifestação ocorrida na cidade de Portland, com marchas menores nas cidades de Bangor, Orono, Lewiston e Ilha Presque.
Em Massachusetts, foram realizadas manifestações em Boston (Boston Common), Cape Ann e Martha's Vineyard. O WGBH informou que as marchas ocorreram em Beverly, Hyannis (1.500 participantes), Worcester (1.000 participantes), Springfield (várias centenas), Falmouth (500 participantes). A polícia de Boston estima que 80.000 pessoas se juntaram à manifestação.
Em New Hampshire, marchas ocorreram em Concord e Portsmouth e Jackson. O evento Concord foi organizado por Eve Caplan, estudante de segundo ano na John Stark Regional High School e outra estudante do ensino médio em Plymouth, New Hampshire. Portsmouth fez uma demonstração na Praça do Mercado e foi organizada Sarah Mae Brown, líder do The Resistance Seacoast.
Em Nova Jersey, as manifestações ocorreram em Trenton, Newark, Asbury Park, Hackensack, Haddon Heights, Hoboken, Jersey City, Montclair, Morristown, Cidade do oceano, Somerset County Somerville, Union e Westfield.
Em New York, manifestações foram realizadas em Albany, Binghamton, Buffalo, Cobleskill, Ithaca, Oneonta, Rochester (Washington Square Park), e Branco Planícies. Na cidade de Nova Iorque, onde cerca de 200.000 pessoas marcharam, o músico Paul McCartney citou o assassinato de John Lennon como motivação para se juntar aos protestos quando disse a um jornalista da CNN: "Um dos meus melhores amigos foi morto por violência armada".
Na Pensilvânia, marchas ocorreram em Allentown, Bloomsburg, Doylestown, Easton, Erie, Lancaster, Filadélfia, Pittsburgh, Reading, Scranton e State College. Jay Leno fez uma aparição em West Chester, Pa.
Uma marcha ocorreu em Providence, Rhode Island. Milhares de pessoas se reuniram no gramado da Rhode Island State House.
Em Montpelier, Vermont, as autoridades da cidade estimaram que 2.500 pessoas participaram da manifestação no gramado da State House. Em outros lugares, ocorreram manifestações em Bennington, Putney, Rutland, Manchester e Middlebury.

## Galeria

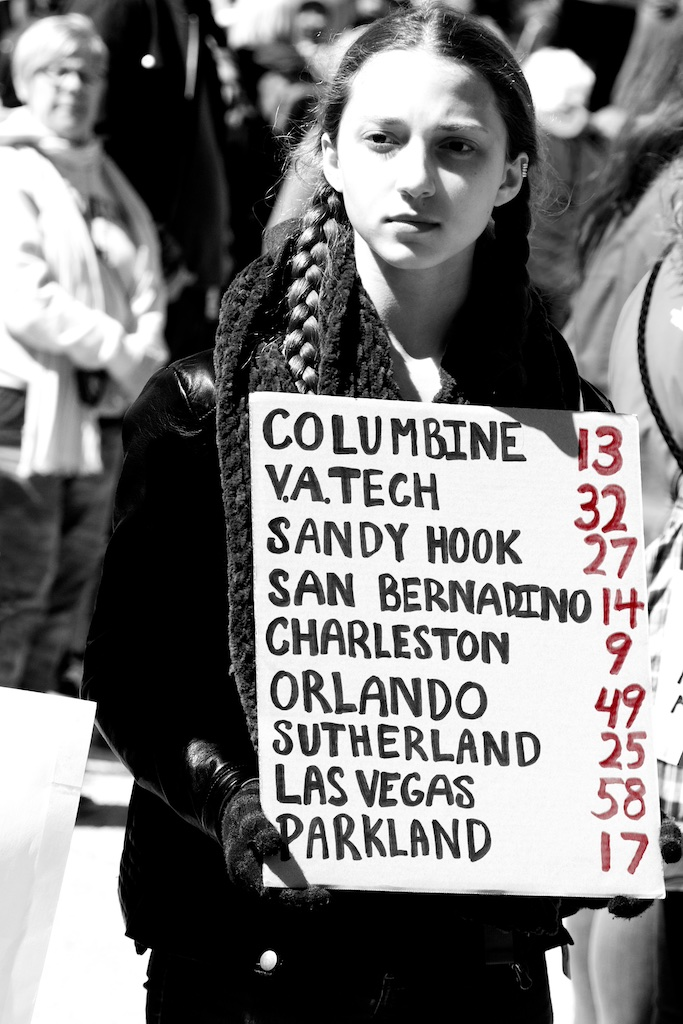
Washington, D.C.
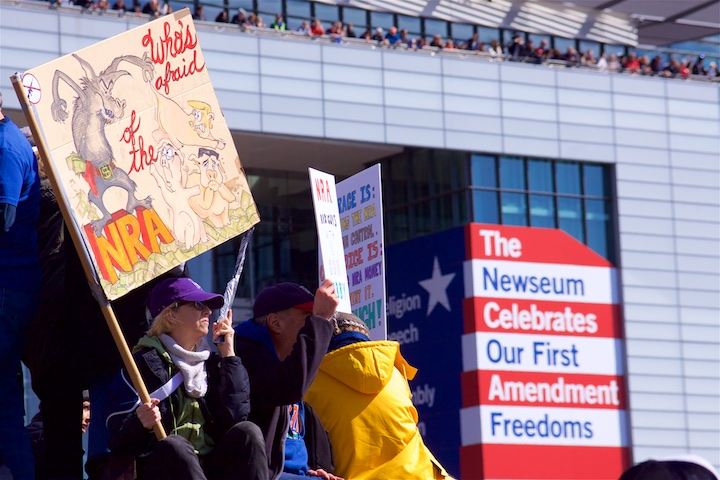
Washington, D.C.
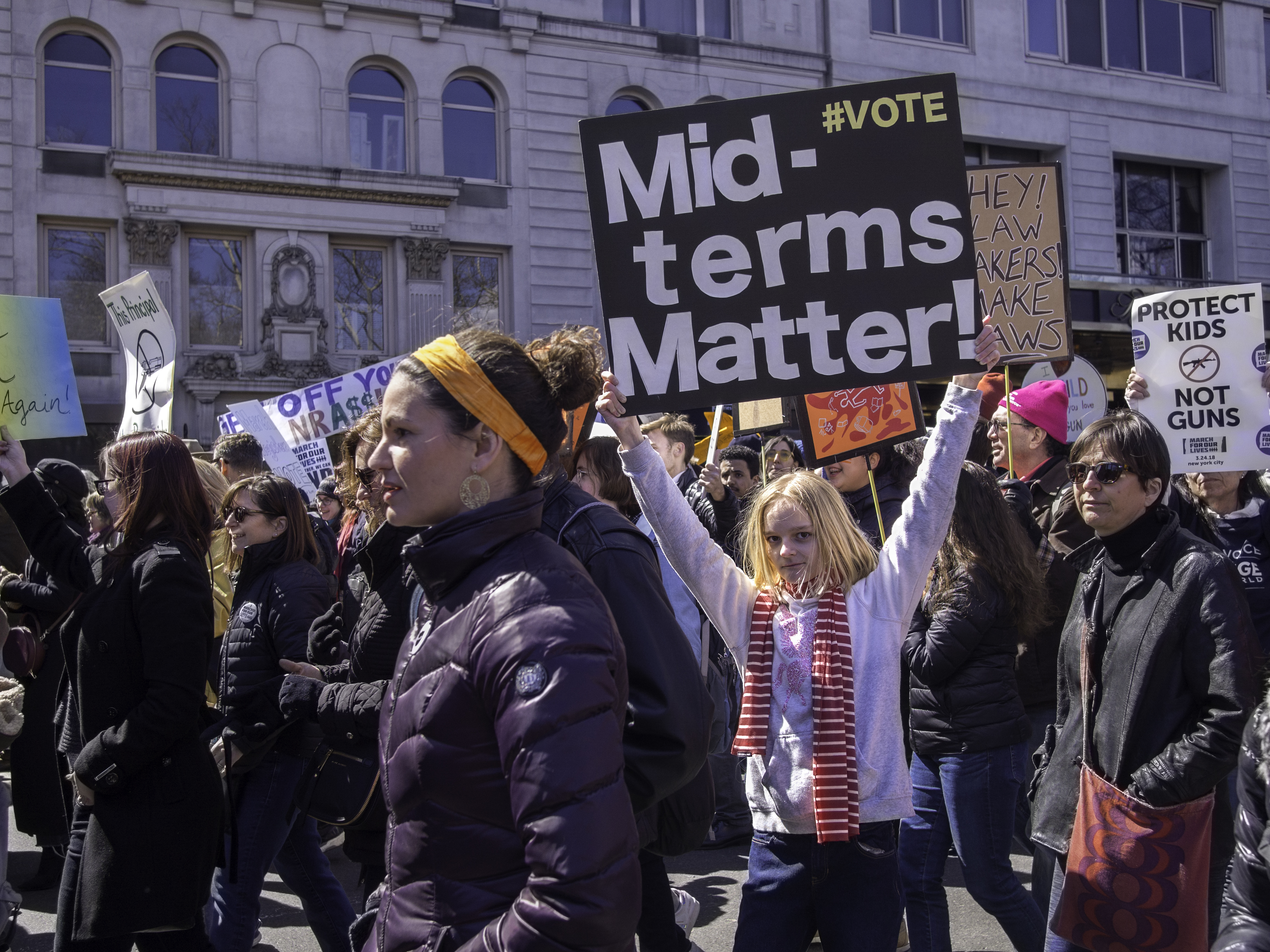
Cidade de Nova York
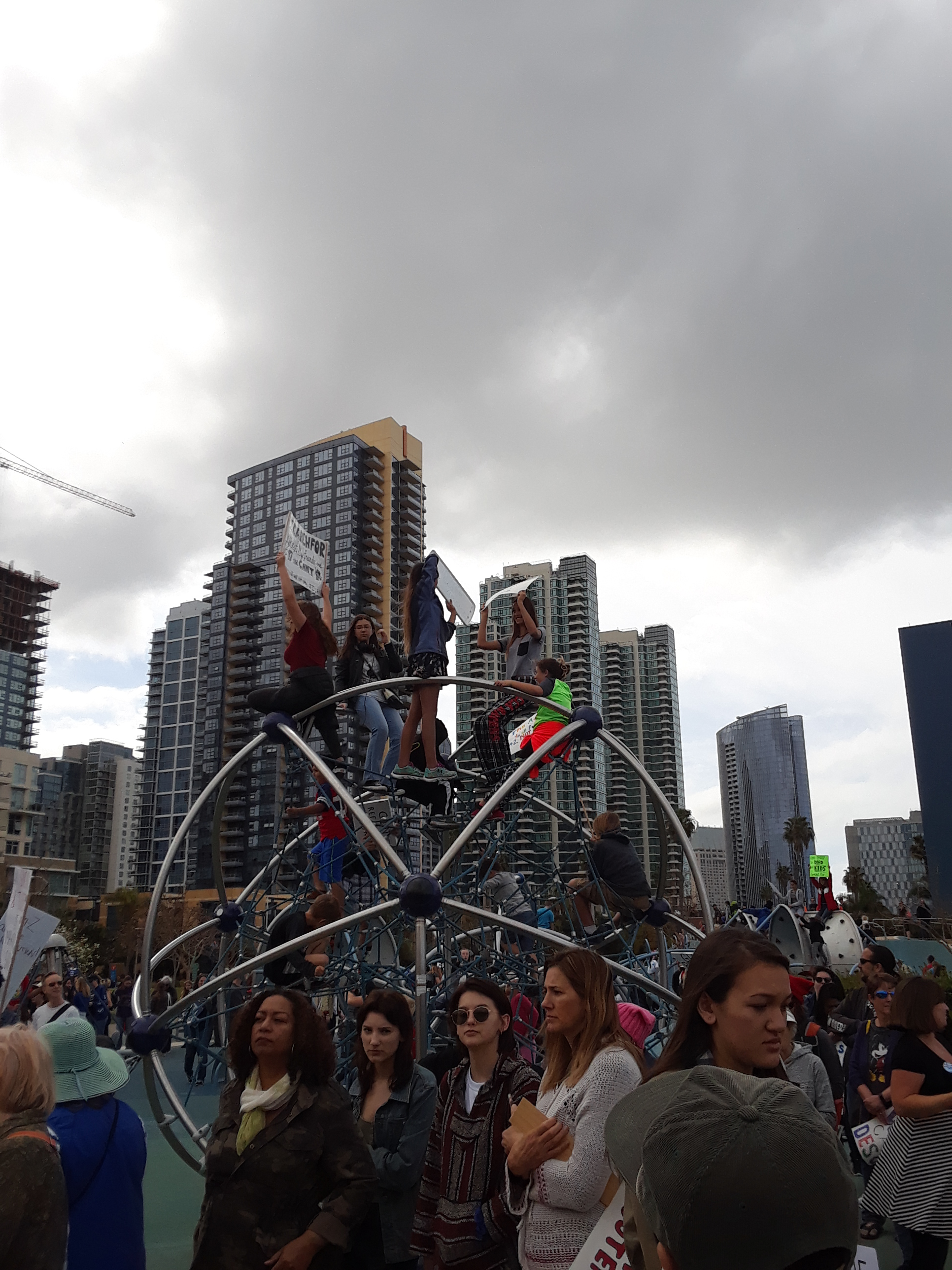
San Diego